# Parc de Belleville
Le parc de Belleville, aussi appelé jardin Belleville - Julien-Lacroix, est l'un des parcs et jardins du 20e arrondissement de Paris (France).

## Situation et accès

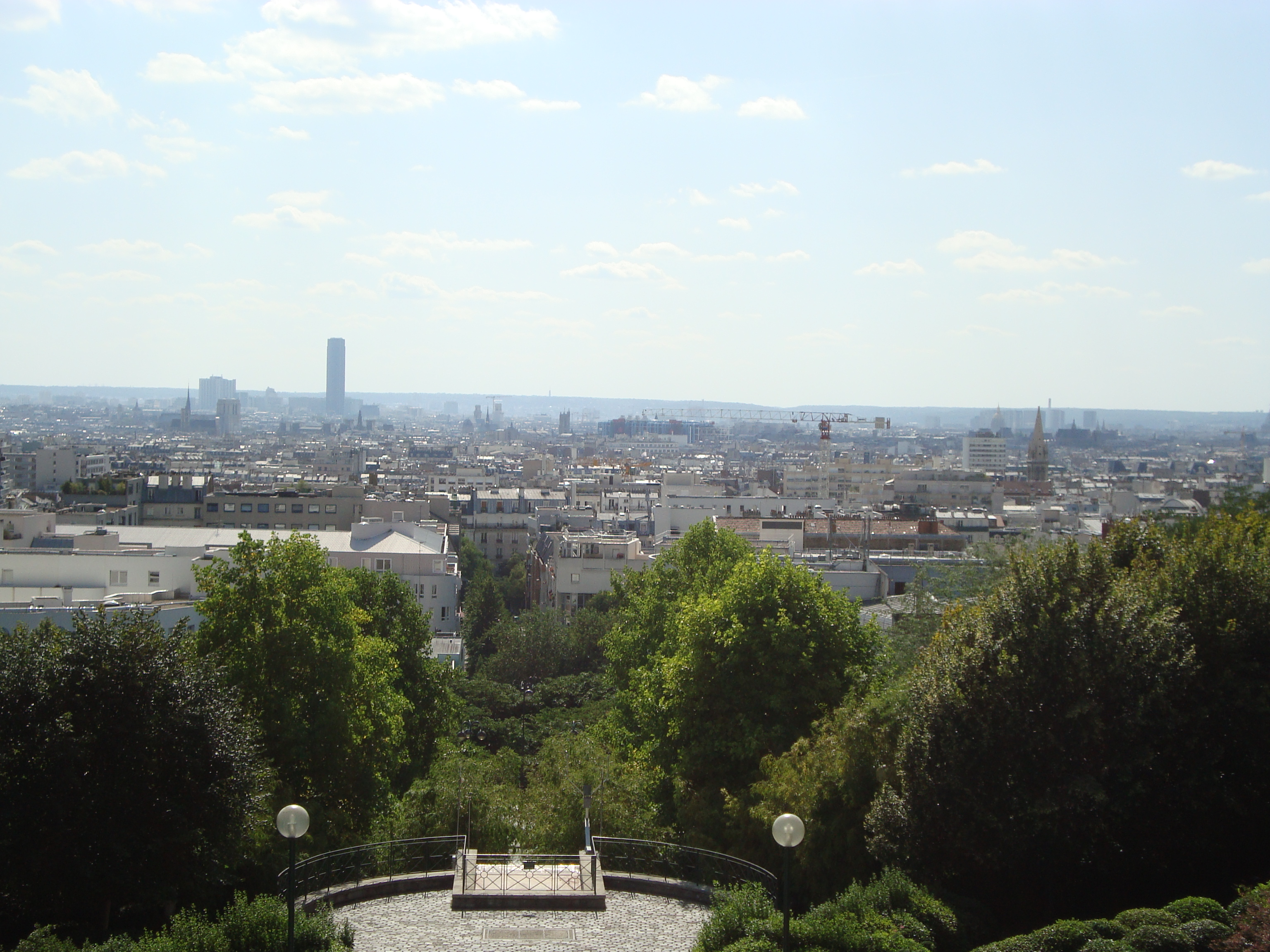
Autre vue sur Paris au sommet du parc depuis la rue des Envierges.

D'une superficie de 45 000 m2, cet espace vert est situé à mi-chemin entre le parc des Buttes-Chaumont et le cimetière du Père-Lachaise.
Le parc est accessible par la rue des Couronnes, la rue des Envierges, la rue Piat, la rue Julien-Lacroix et la rue Jouye-Rouve.
Ce site est desservi par la ligne   à la station Pyrénées, par la ligne   à la station Couronnes et par les lignes    à la station Belleville.

## Origine du nom
Il porte ce nom car il se trouve sur la colline de Belleville, dans le quartier de Belleville, qui culmine à 108 mètres et une terrasse aménagée au sommet du parc permet une vue panoramique sur la ville de Paris.

## Historique
Domaine royal sous les Mérovingiens, la colline de Belleville a longtemps été une terre agricole où l'on cultivait notamment la vigne pour produire une piquette, un vin jeune et légèrement pétillant.
Mardi Gras y a été fêté jusqu'en 1838 donnant l'occasion, sous le couvert des costumes, à d'incroyables beuveries et débordements de tout genre.
La colline de Belleville a été le théâtre d'une bataille sanglante le 30 mars 1814 quand les 120 000 hommes des armées russes mirent les villages de Montreuil, La Villette et la Chapelle à feu et à sang.
L'ouverture d'une carrière de gypse au XIXe siècle a attiré une population d'ouvriers saisonniers, retournant l'été moissonner leurs champs. Avec la fermeture de la carrière, le quartier est devenu insalubre et a été totalement restructuré et réaménagé avec des constructions modernes au XXe siècle.

## Description
Le parc a été conçu par l'architecte François Debulois et la coopérative de paysage API dirigée par le paysagiste Michel Viollet.
Il a été inauguré en 1988.
Orné de 1 200 arbres et arbustes (chêne, hêtre, tilleul, marronnier, noyer, tulipier de Virginie, arbre de Judée, oranger du Mexique, frêne d'Amérique, savonnier, pommier, catalpa, sophora, arbre à encens, cyprès chauve, arbre aux 40 écus), de plantes vivaces, grimpantes et tapissantes et de rosiers, le parc est une réalisation de la ville de Paris.
Afin de reprendre une tradition et une activité historiques du lieu, quelques pieds de vigne, de cépage pinot meunier, ont été plantés en mémoire des cultures et des fêtes qui s'y déroulaient autrefois.
Le parc offre également une fontaine en cascades de 100 mètres de long qui dévale la colline et 1 000 m2 de pelouses accessibles au public.
Une aire de jeu pour les enfants comprenant un village en bois, des tables de ping-pong et un théâtre de plein air est présente.
Après une longue fermeture du fait d'une instabilité des sols et de la non-conformité des jeux, cette aire rouvre avec un nouvel aménagement début 2008.
La maison de l'air est fermée.

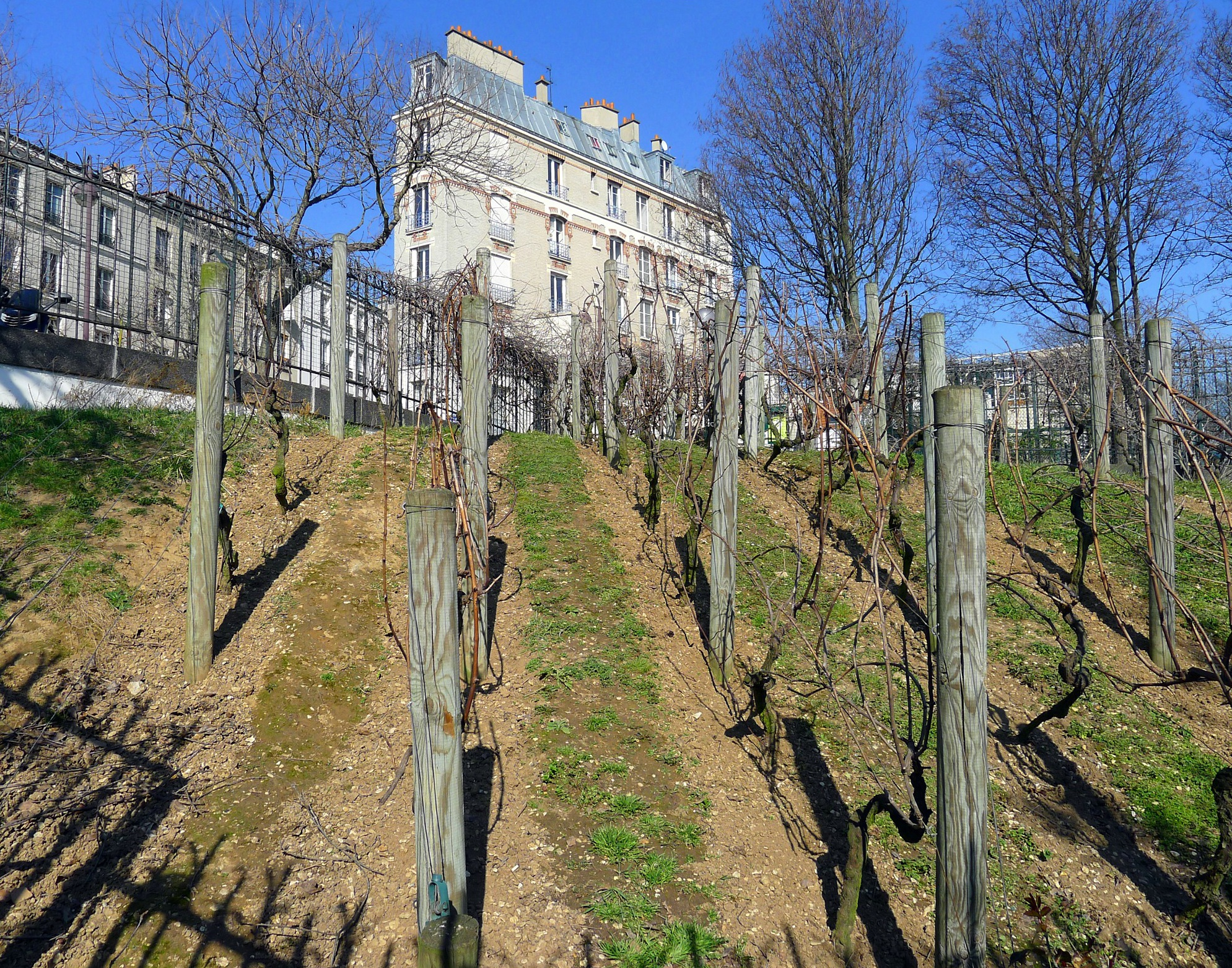
Les vignes du parc.
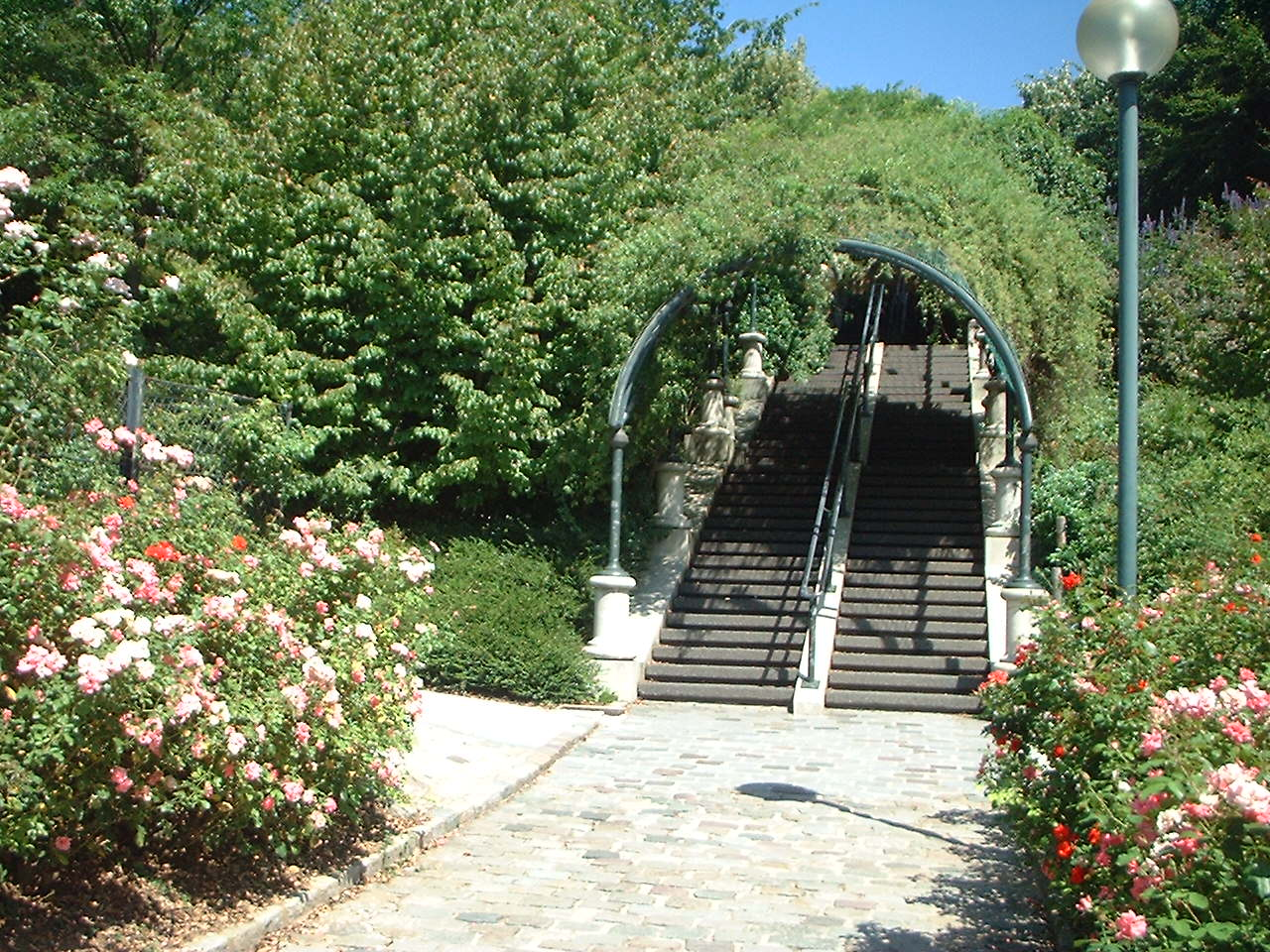
Le parc de Belleville.
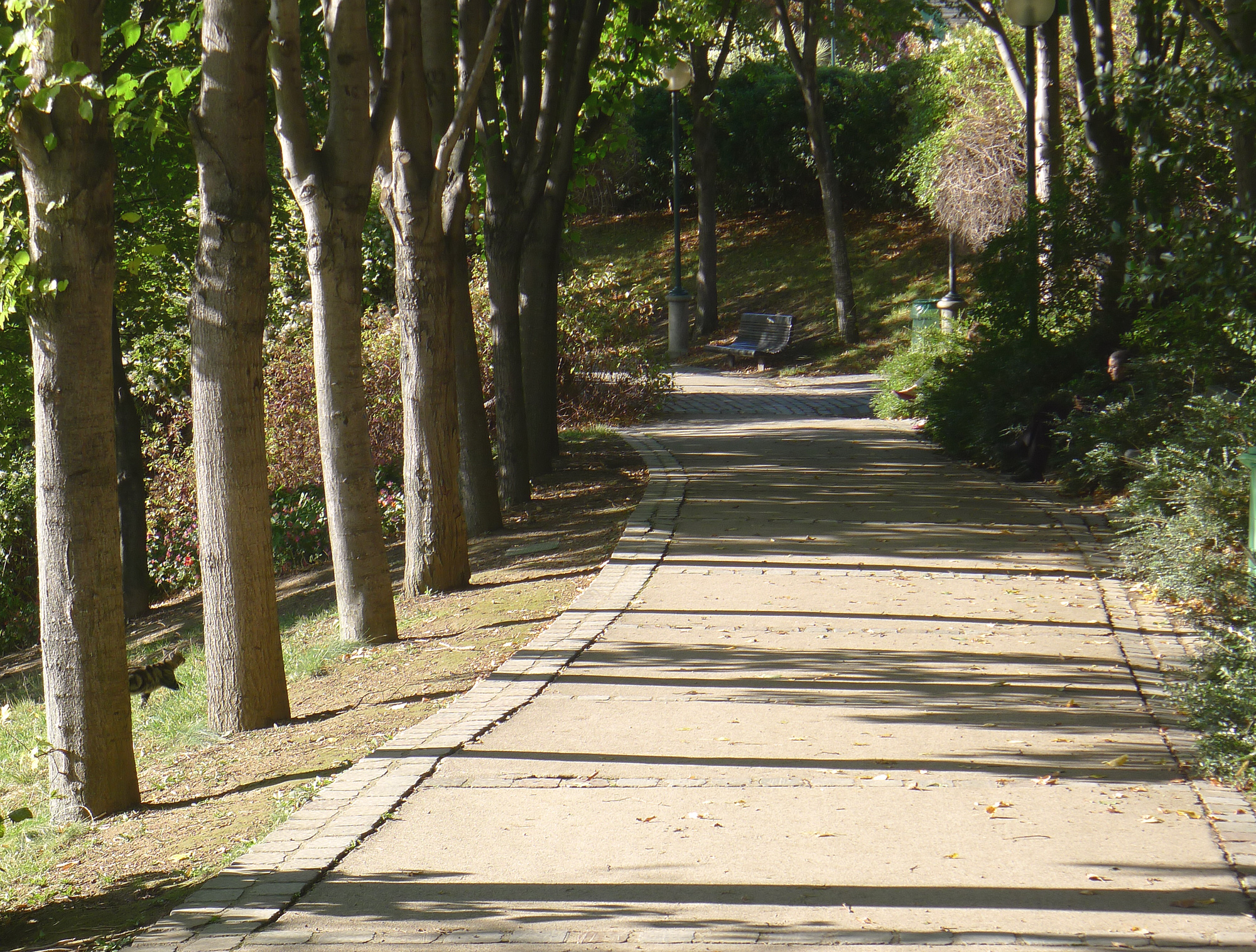
Une allée.
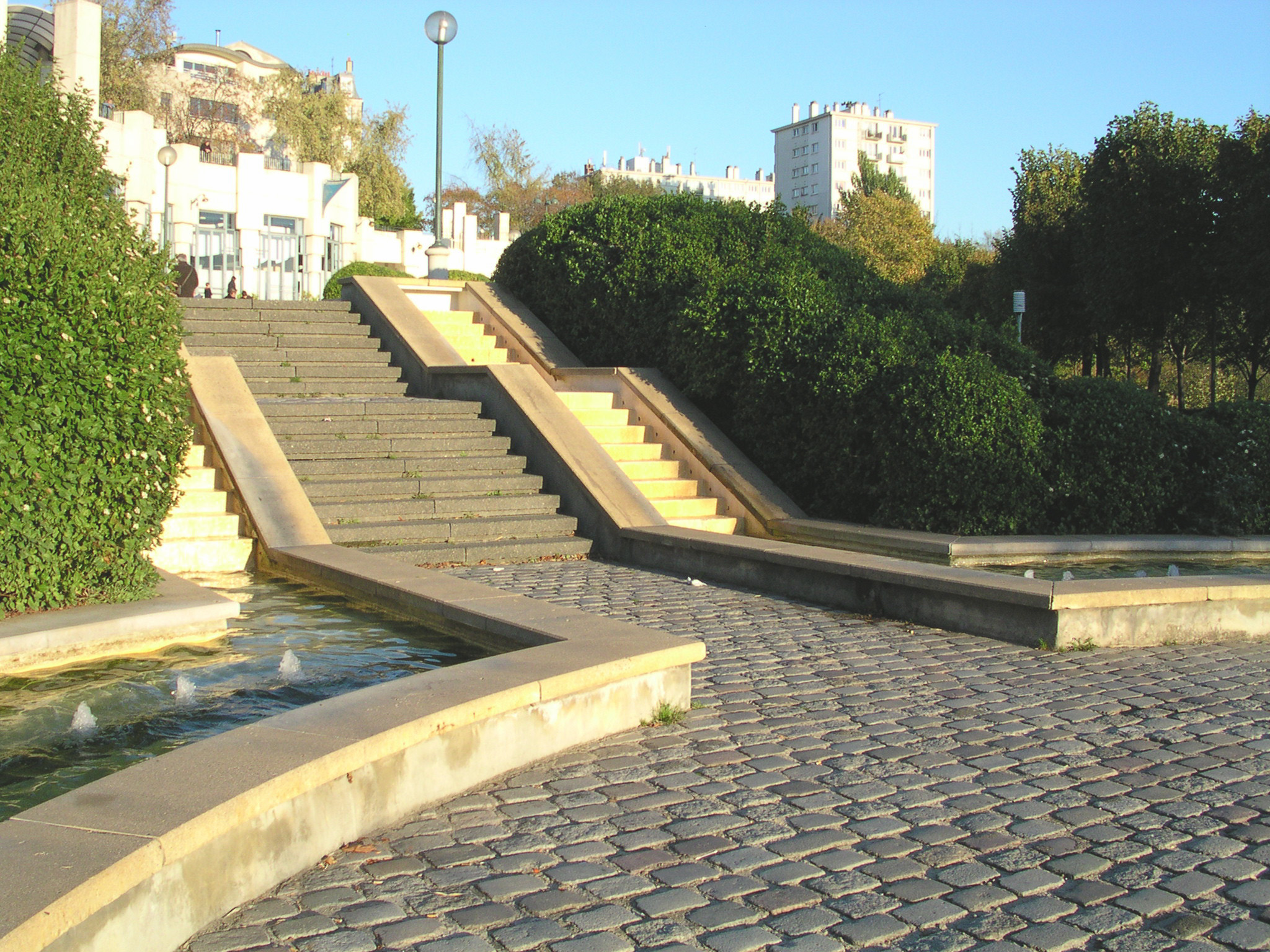
La fontaine.
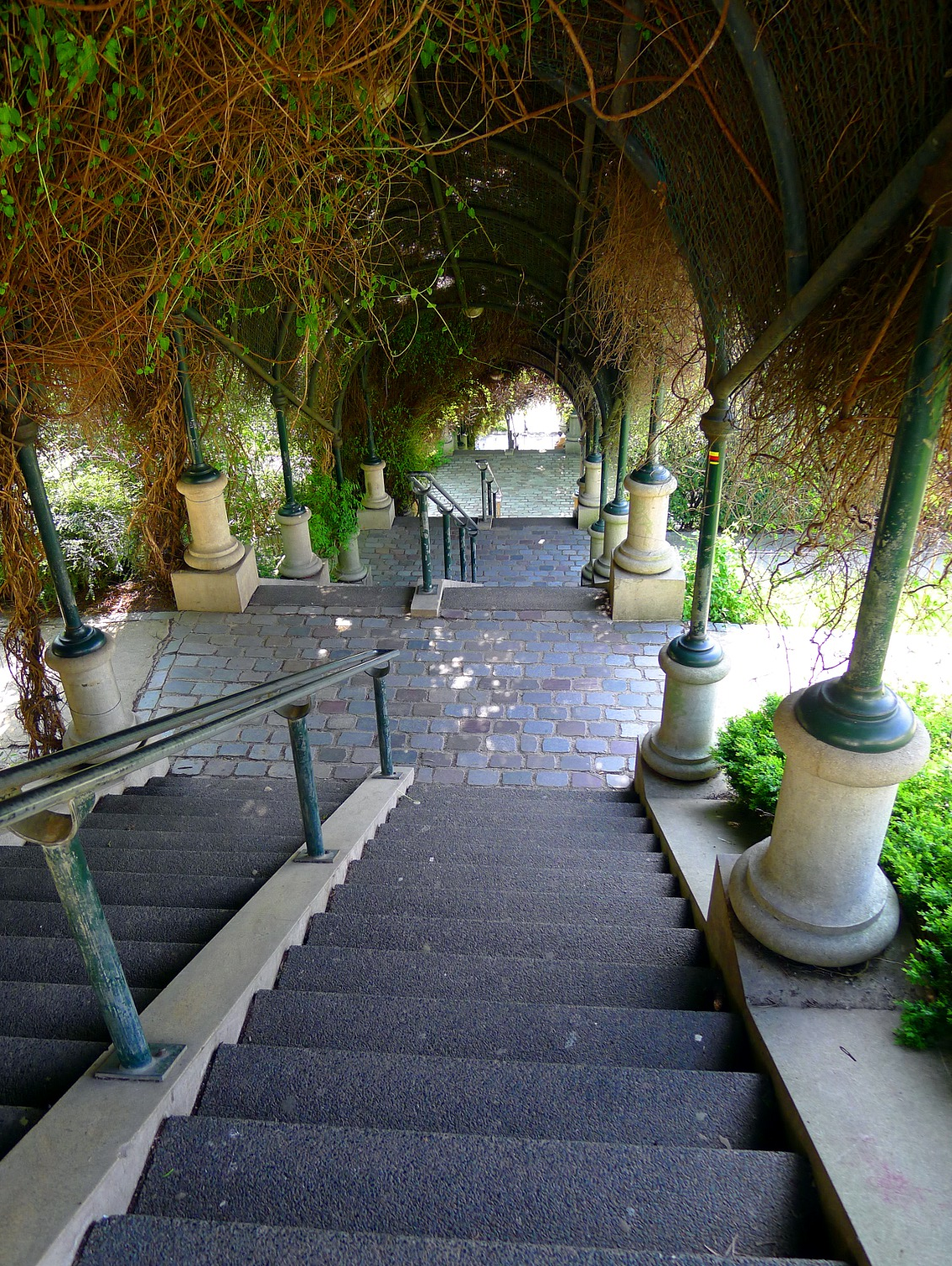
Escalier descendant vers le Bas Belleville.
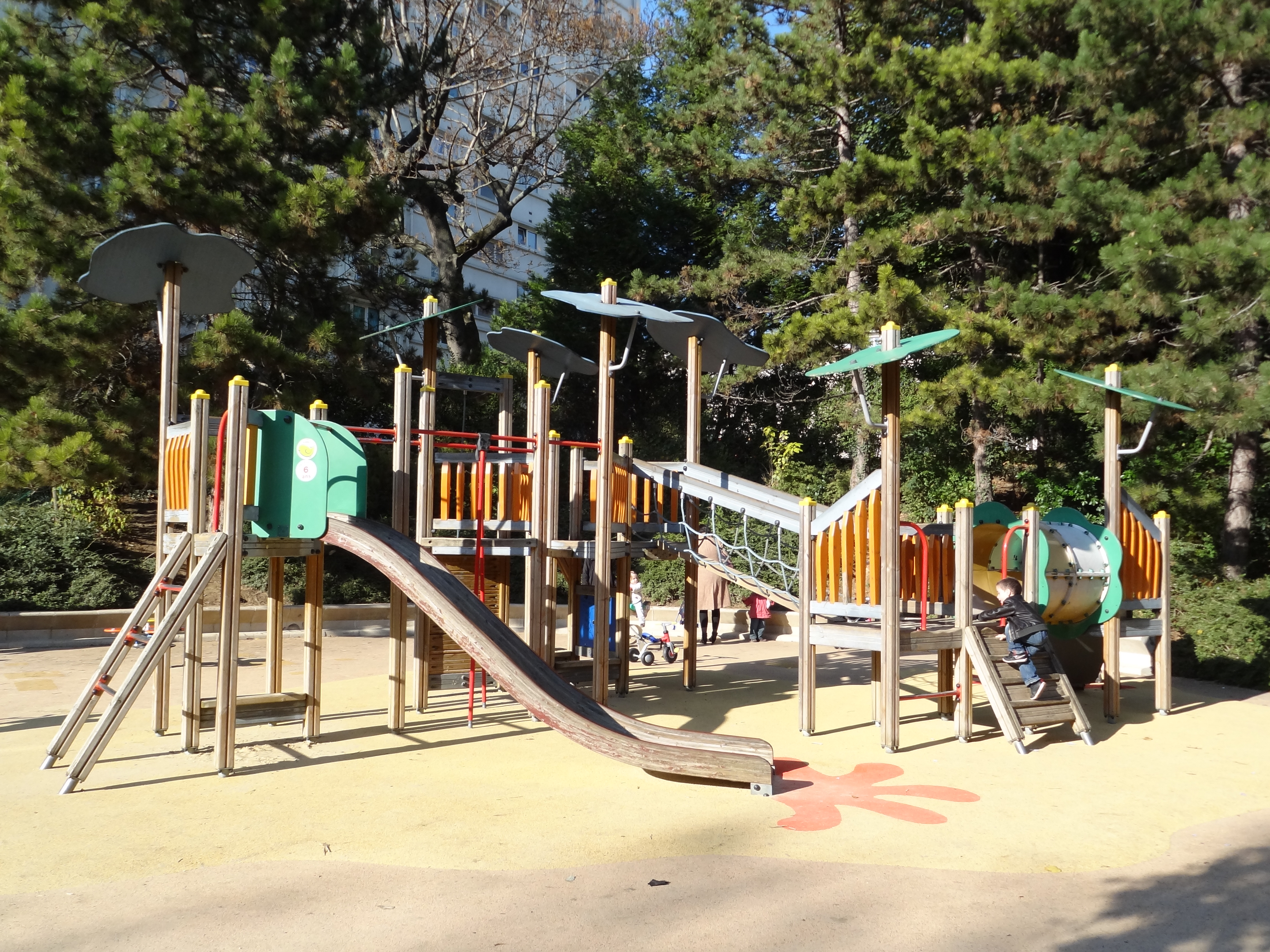
Aire de jeux.
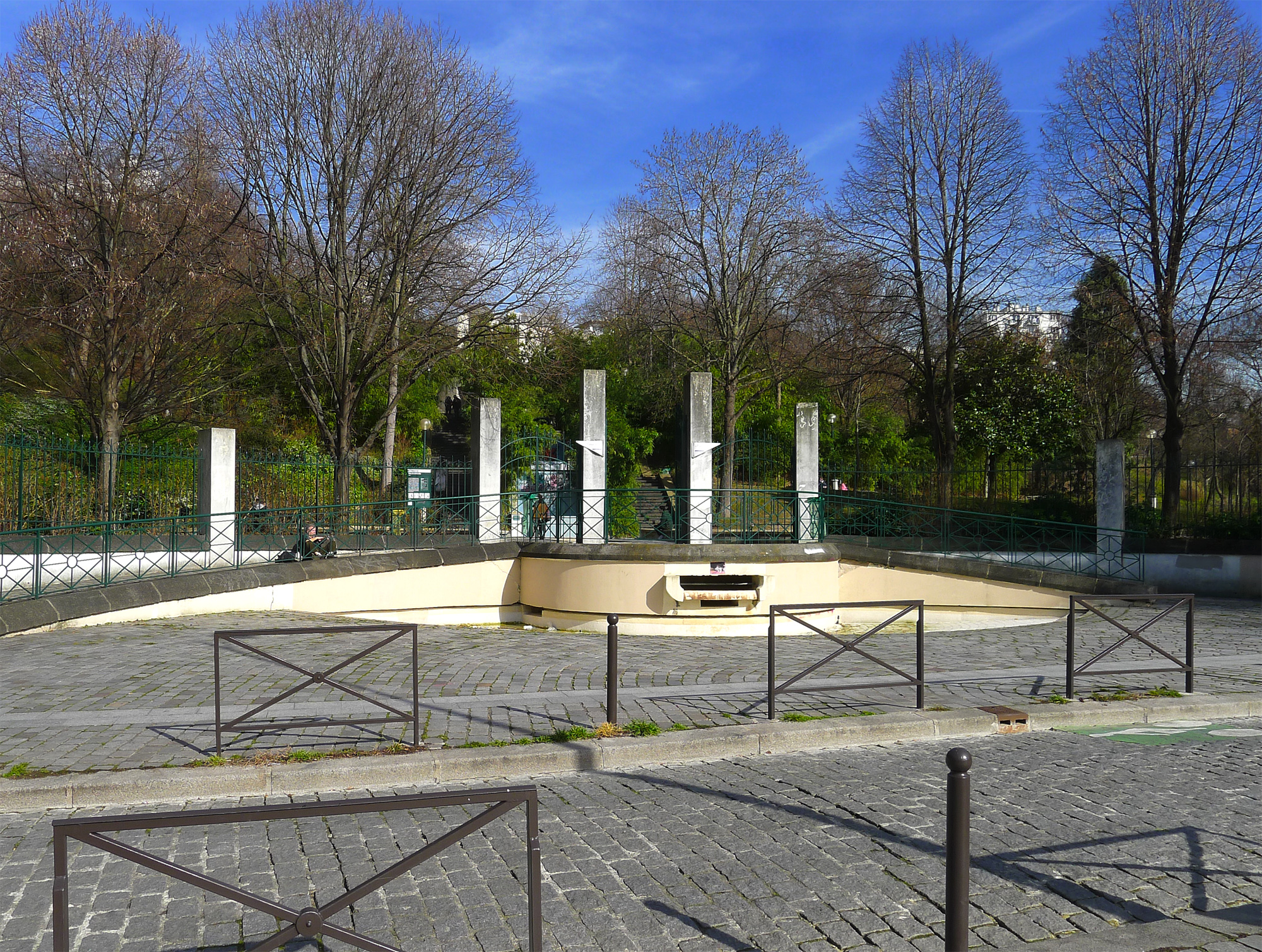
Entrée du parc, rue Julien-Lacroix.

## Filmographie

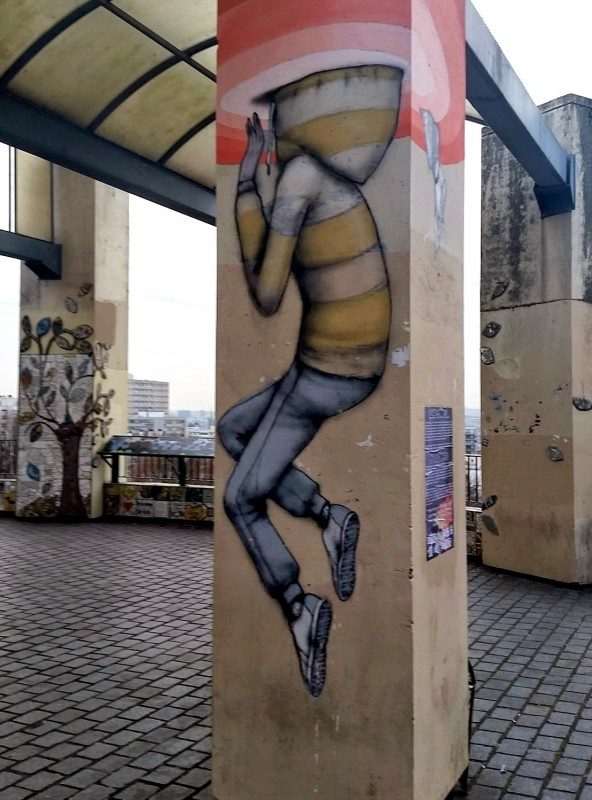
Art urbain de Seth sur le belvédère du parc de Belleville.

Le parc a été le lieu de tournage de nombreux films, dont :
- Le Ballon rouge (1956), d'Albert Lamorisse (avant que le parc ne soit créé)[3] ;
- Les Keufs (1987), de Josiane Balasko (certaines scènes ont été tournées en haut de la rue du Transvaal : on peut voir le parc de Belleville en cours de travaux) ;
- Les Rendez-vous de Paris (1995), d'Éric Rohmer (deuxième sketch) ;
- Demi-tarif (2003), d'Isild Le Besco (séquences dans les fontaines du parc)[4] ;
- Paris (2008), de Cédric Klapisch (au début du film, Juliette Binoche est avec ses enfants et observe Paris depuis le parc)[5].

Sur le belvédère de nombreuses oeuvres de street art.